# الکساندر مایر (بازیکن فوتبال، زاده ۱۹۸۳)
الکساندر مایر (انگلیسی: Alexander Meyer؛ زادهٔ ۱۹ اکتبر ۱۹۸۳) بازیکن فوتبال اهل آلمان است.
از باشگاه‌هایی که در آن بازی کرده‌است می‌توان به باشگاه فوتبال بایر ۰۴ لورکوزن و باشگاه فوتبال دویسبورگ اشاره کرد.
وی همچنین در تیم‌های ملی فوتبال Germany national football B team و زیر ۲۰ سال آلمان بازی کرده‌است.